# Otras vidas
«Otras vidas» es una canción grabada e interpretada por el cantante y Compositor mexicano Carlos Rivera. La canción fue escrita por él mismo junto con Leonel García y producida por Rivera únicamente. Fue lanzada enero del 2016 como el segundo sencillo oficial de su cuarto álbum de estudio Yo creo a través de Sony Music Latin (su discográfica).

## Video musical
El video musical oficial fue lanzado a principios de febrero de 2016 en la plataforma digital YouTube,. El videoclip oficial ha recibido casi de 10 millones de vistas desde su publicación.

## Lista de canciones

### Descarga digital
| Otras vidas — Single |               |          |  |
| N.º                  | Título        | Duración |  |
| 1.                   | «Otras vidas» | 3:32     |  |

### Versión en vivo
| Otras vidas (en vivo Yo Creo Tour) — Single |                                      |          |  |
| N.º                                         | Título                               | Duración |  |
| 1.                                          | «Otras vidas (en vivo Yo Creo Tour)» | 3:55     |  |